# Y las vacas vuelan
Y las vacas vuelan es una película chilena del año 2004. Es el primer largometraje del director Fernando Lavanderos, protagonizado por Magnus Errboe y María Paz Ercilla.

## Sinopsis
Kai Larsson es un visitante danés que, cámara en mano, recorre las calles de Santiago para realizar un cortometraje. En sus azarosas pesquisas audiovisuales, este viajero conoce a una mujer que se transforma en la protagonista de una película de trama ambigua, que progresa aleatoriamente a medida que se conocen y caminan por la ciudad. Pero así como él intenta hacer su cortometraje, como en un juego de espejos, él al mismo tiempo es grabado, lo que le lleva a participar en una película que también puede entenderse como un documental.

## Reparto
- Magnus Errboe como Kai.
- María Paz Ercilla
- Maximiliano Cabrero como Max.
- Patricio Campos como Pato.

## Premios
- Premio Especial Festival Internacional de Cine de Valdivia, Chile, 2003.[3]
- Mención de Honor Festival Internacional de Cine de Cuenca, Ecuador, 2004.